# 燃氣發電

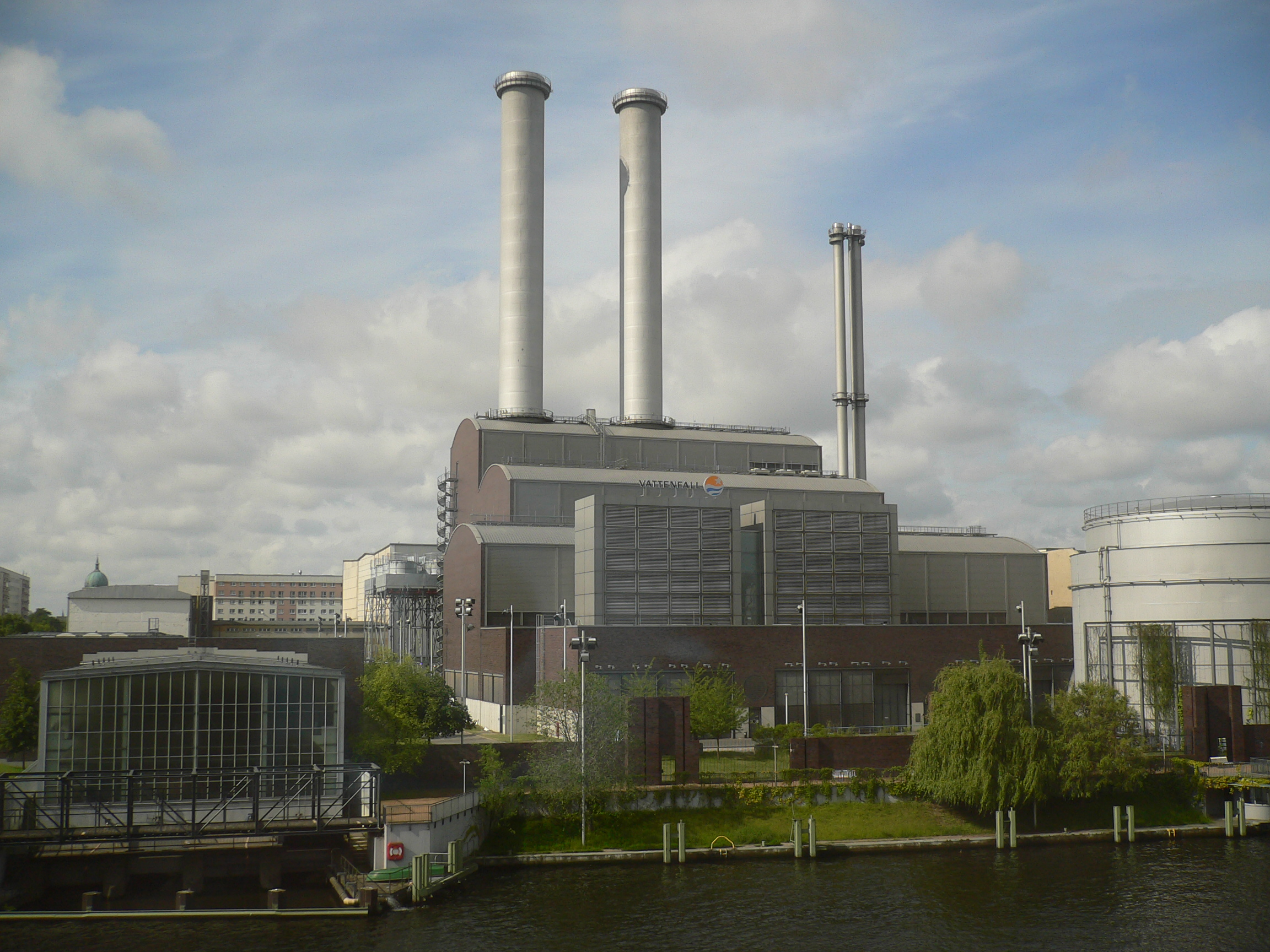
一個位在德國柏林的燃氣汽電共生廠。

燃氣發電（英語：gas-fired power plant），是火力發電的一種，意指藉由燃燒天然氣來進行發電的技術。燃氣發電目前佔全世界發電總量約四分之一，且為主要溫室氣體排放的來源之一 ，也是導致氣候變遷的因素之一。燃氣發電可填補間歇性再生能源發電量低，且水力發電及電網並聯調度不足時的發電缺口。

## 基本原理：熱轉機械能，再轉電能
燃氣發電為一種使用化石燃料發電的方式。存在天然氣（主要成分為甲烷）中的化學能，經過燃燒轉為熱能（高溫氣體）和機械能（氣體膨脹），再轉變為機械能（轉動發電機），最後轉為電能。雖然其發電效率無法超過卡諾循環的理論效率極限，但可透過汽電共生來增加廢熱的使用，並提高其熱效率。

## 電廠類型

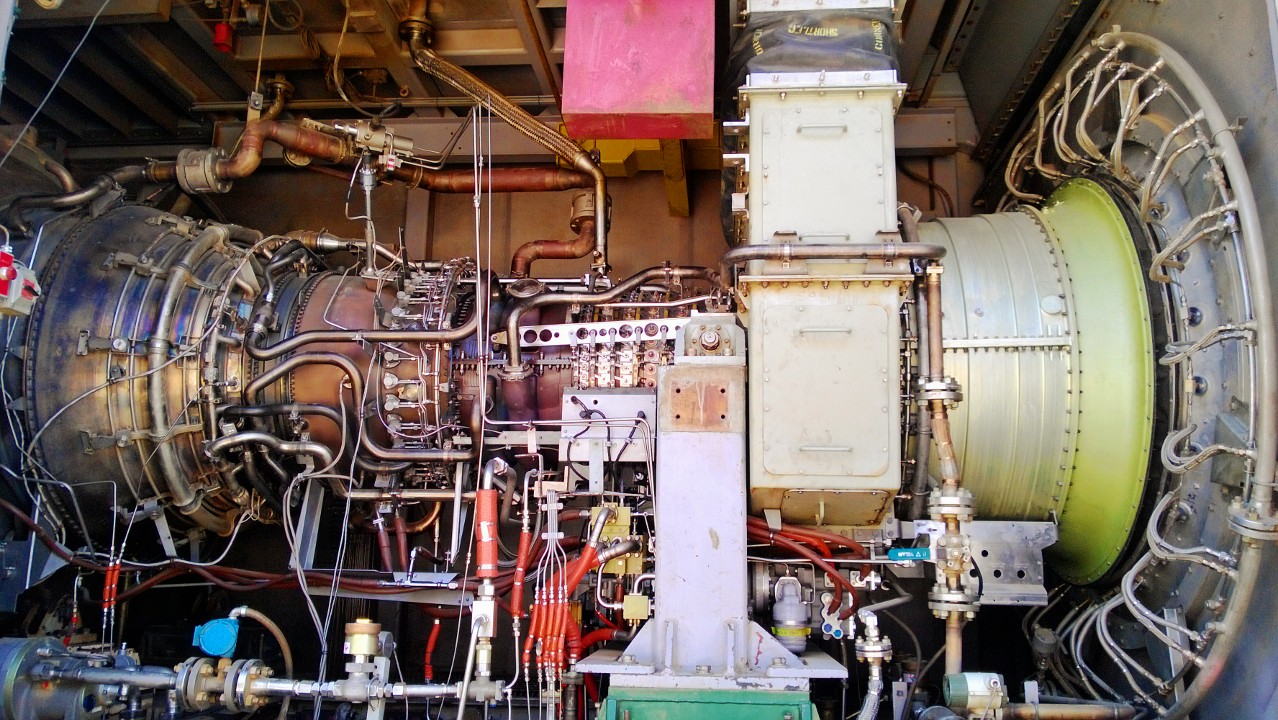
LM6000燃气涡轮

一般可分成，單循環或複循環的燃氣渦輪發動機，和燃氣往復式引擎等三種類型。

### 單循環燃氣渦輪
單循環燃氣渦輪透過布雷頓循環，利用高溫氣體推動氣渦輪機來發電。因為推動渦輪機後的氣體，並未再循環利用而排放至環境中，因此又稱為開式循環燃氣渦輪機（英語：Open-cycle gas turbine, OCGT）。
這類型的發電廠建設成本相對低（請參考發電成本），可以短時間內快速啟動，但發電效率(約35%)較複循環燃氣渦輪低。一般作為尖峰負載發電廠，只在用電尖峰時運作。

### 複循環燃氣渦輪
複循環燃氣渦輪（英語：Combined cycle gas-turbine, CCGT）是由單循環燃氣（布雷頓循環）再加上熱回收蒸汽發生器和蒸汽渦輪發動機（朗肯循環）所組成的，因此稱為複循環。最常見的配置是一個蒸汽渦輪搭配兩個燃氣渦輪。複循環燃氣的發電效率遠高過單循環，可達55%。啟動時間較長需要約半小時。

### 往復式引擎
往復式燃氣引擎的發電功率通常低於20百萬瓦，比其它類型的燃氣機組（300百萬瓦以上）小。通常用做應急電源或是間歇性再生能源的備用能源。

## 溫室氣體排放
燃氣發電的二氧化碳排放約為每度電500公克，這大約是燃煤電廠的一半，但總體上來說仍是核電和可再生能源的十倍以上。生命週期碳排放通常顯示出類似的模式，除非受到甲烷排放（例如燃氣洩漏）的影響。

## 經濟
在某些地區，建造再生能源搭配電池儲能，成本會比新建燃氣電廠還低。因為未來燃氣電廠會有失去利用價值的風險。

## 政治
就算是為了取代燃煤電廠，興建燃氣電廠還是有許多爭議性。